# Nozema
De N.V. Gemengd Bedrijf Nederlandsche Omroep-Zendermaatschappij, kortweg Nozema, bestond van 1935 tot en met 2004 en had als kernactiviteit het uitzenden van radio-, televisie- en datasignalen.
Nozema werd opgericht in 1935, op basis van het radioreglement uit 1928 Telegraaf- en Telefoonwet 1904 (Radio Omroep Zender afgekort ROZ) van kracht werd. Het was toen in Nederland het enige zenderbedrijf dat uitzendingen mocht verrichten voor radio-omroep en later televisie-omroep. In de jaren 1990 werd de markt opengesteld voor andere partijen die wilden uitzenden.
In 2004 werd de ROZ ingetrokken, en werd Nozema opgesplitst in een particulier zenderbedrijf, Nozema Services, en een publiek mastenbedrijf, Nederlandse Opstelpunten Voor Ethercommunicatie BV (NOVEC), waarin de zendmasten van veertig meter en hoger worden ondergebracht.

## Geschiedenis

### Eerste radio-uitzendingen
Voorafgaand aan de oprichting van de Nozema vonden er al zestien jaar op regelmatige basis omroepuitzendingen plaats. De eerste radio-omroepuitzending was op 6 november 1919. Met name levensbeschouwelijke groeperingen zagen in radio-uitzendingen een prima mogelijkheid hun boodschap uit te dragen. In dit kader worden in de periode 1924 tot 1926 de omroepverenigingen NCRV, VARA, KRO en VPRO opgericht; de AVRO werd een algemenere omroep. In deze beginperiode maken deze omroepverenigingen gebruik van een zender van de Nederlandsche Seintoestellen Fabriek (NSF). Dit zendstation zond uit, zoals de meeste radiostations in Europa in deze tijd, in de lange-golfband. Het station maakt gebruik van de golflengte 1075 meter (279 kHz). De keuze voor de lange-golfband had als reden dat daarmee relatief eenvoudig een groot bereik haalbaar is.

### Behoefte aan eigen zendstations
Later ontstaat de behoefte bij de omroepverenigingen om over (een) eigen zendstation(s) te beschikken. In de periode tussen 1929 en 1931 worden door de diverse omroepverenigingen een negental aanvragen voor de bouw van een zender ingediend.
Op 18 oktober 1929 komt er een voorstel van de NV Philips Radio. Zij stellen voor om een onafhankelijke organisatie op te richten voor het beheer van alle zendstations in Nederland. De aandelen van deze organisatie zouden dan verdeeld moeten worden over de staat, de omroeporganisaties en de industrie. Minister Reymer van Waterstaat is verantwoordelijk voor radiozaken, maar neemt geen beslissing in de aanvragen voor zendstations en dit door Philips voorgestelde initiatief. Hierdoor blijft de situatie rond de bouw van zendstations onduidelijk.

### Technisch beheerbedrijf
In 1933 wordt minister De Wilde verantwoordelijk voor radiozaken. De Wilde wil een einde maken aan deze onduidelijke en ongewenste situatie rond zendstations. Hij laat zich informeren door de radioraad, die adviseerde een gemengd bedrijf op te richten waarin zowel de staat als de omroepverenigingen participeren. Dit gemengd bedrijf is dan verantwoordelijk voor de zenders. De opzet van dit gemengd bedrijf wijkt af van het oorspronkelijke Philips-voorstel in het opzicht dat de industrie niet in dit bedrijf zal participeren. Minister de Wilde spreekt nadrukkelijk uit dat het op te richten bedrijf zich uitsluitend met de technische verzorging bezighoudt en zeker niet een eerste stap is naar een staatsomroep.

### Oprichting van Nozema
De minister stelt een commissie samen met als opdracht om te onderzoeken hoe het door de overheid voorgestelde gemengd bedrijf kan worden vormgegeven. Ook dient de commissie verslag uit te brengen over de juridische, financiële en technische regelingen. Leden van deze commissie komen uit de radioraad, PTT en de diverse omroepverenigingen. Zowel Philips als de Nederlandse Seintoestellen Fabriek (NSF) sturen een verontwaardigde brief dat men niet is uitgenodigd deel te nemen aan deze commissie. Zij eisen dat ook afgevaardigden uit de industrie deel moeten nemen in deze commissie. Deze eis wordt niet ingewilligd.
De commissie start de bijeenkomsten op 5 januari 1934. De naam Nozema valt als eerste tijdens een bijeenkomst op 7 mei 1934. Aanvankelijk wilde men het bedrijf de Nederlandsche Radio Omroep Zender Maatschappij noemen. Later wordt besloten om het woord Radio te schrappen uit deze naamgeving. Met het oog op de grote rol van televisie in een later stadium was dit een vooruitziend besluit. Op 29 november 1934 gaan alle omroepverenigingen akkoord met het eindvoorstel van de commissie. Hieruit volgt de Radio Omroep Zenderwet (R.O.Z.) van 1935.
De akte van oprichting van de Naamloze Vennootschap Gemengd Bedrijf Nederlandsche Omroep-Zender-Maatschappij, kortweg Nozema, wordt op 21 december 1935 in Den Haag getekend. Het startkapitaal van de onderneming bedraagt 1 miljoen gulden. Enige aandeelhouders zijn dan de Staat der Nederlanden (60% aandelen) en de vier grote omroepverenigingen. Na de behoeftebepaling door de Raad van Beheer van de Nozema wordt het stichten en de exploitatie van de zendinrichtingen opgedragen aan de PTT.

## Trivia
Sinds 2023 wordt Dream School opgenomen in het zendstation in Lopikerkapel.

## Referentie
1. ↑  90 jaar goed ontvangen, Stichting Omroep Zender Museum, 2011